# Versine
Die Versine war ein Gewichtsmaß in Savoyen und als Getreidemaß in Anwendung.
- 1 Versine = 42 Pfund[1]